# Moto Guzzi Motoleggera 65
La Motoleggera 65, meglio nota come Guzzino, è una motocicletta costruita dalla Moto Guzzi dal 1946 al 1954.

## I prototipi
Sin dal 1943 la Moto Guzzi pensava a un veicolo economico per andare incontro al bisogno di mobilità della popolazione martoriata dalla guerra. Vennero impostati due progetti: il primo riguardava un motore ausiliario da montare su una bicicletta, mentre il secondo riguardava una motoleggera di piccola cilindrata.
Il progetto del micromotore, battezzato Colibrì, verrà successivamente scartato (il prototipo è esposto al museo Moto Guzzi a Mandello del Lario) a favore di quello della motoleggera. Carlo Guzzi affidò questo progetto ad Antonio Micucci, tecnico della Olivetti sfollato a Mandello, dando alcune caratteristiche: motore di cilindrata superiore a 50 cm³ e ruote alte.
I primi prototipi iniziarono a circolare a metà 1945: il motore è un monocilindrico due tempi di 65 cm³, fuso in alluminio, con cambio a tre marce, appeso a un tubo da 50 mm di diametro che fa da telaio. Il modello definitivo di quella che sarà commercializzata come Motoleggera 65 fu presentato nella primavera del 1946.

## Il "Guzzino"
La nuova Guzzi si presentava come un modello molto semplice, sia meccanicamente che da condurre: i comandi sono pochi e tutti a portata di mano, sebbene in alcuni casi antiquati (come l'acceleratore, comandato da una levetta sul manubrio, o il cambio a mano con leva sulla destra del serbatoio). Il motore a due tempi della motoleggerissima di Mandello, di 63,7 cm³ (alesaggio e corsa 42x46 mm), erogava 2 CV, sufficienti per spingere i 45 kg della moto a 50 km/h, con un consumo di miscela variabile tra i 30 e i 50 km/l.
Già durante il 1946 vengono apportate alcune modifiche meccaniche (una bronzina a supporto dell'albero motore, la trasmissione primaria a ingranaggi elicoidali, un numero maggiore di dischi della frizione) e funzionali (un cavalletto e un portapacchi sul serbatoio). La 65 di Mandello fu subito un successo commerciale, ma anche sportivo: furono numerosi infatti quelli che corsero con la piccola Guzzi, tra cui un giovane Umberto Masetti, che la portò alla vittoria a Reggio Emilia nel 1947.
Nel 1948 il Guzzino, come venne popolarmente chiamato, subì alcune modifiche: venne montato un clacson elettrico, un tappo del serbatoio di nuova fattura e una marmitta di disegno rivisto. L'anno successivo le modifiche furono più numerose: il forcellone venne irrobustito, mentre il comando del fanale venne spostato sul manubrio, il fanalino posteriore fu cambiato e il carter del pignone maggiorato.
Il 1949 fu anche l'anno di un grande raduno organizzato dalla Moto Guzzi per i possessori di un "Guzzino": il 5 giugno di quell'anno si presentarono a Mandello del Lario 14.257 persone, in sella a 12.660 Guzzini, provenienti da ogni parte d'Italia e anche del Mondo, ottenendo i record mondiali per quanto riguarda il numero dei partecipanti, per il numero dei veicoli e per numero di motocicli di una sola marca, tipo e cilindrata. Nel '49, inoltre, la Moto Guzzi si accordò con la spagnola Motorhispania (fondata pochi anni prima per l’imprenditore italiano Oscar Ravà) per produrre su licenza la motoleggera mandellese nella penisola iberica. Le motociclette prodotte dalla Motorhispania portavano la denominazione commerciale “Moto Guzzi Hispania”.
Lo stesso anno 25 "Guzzini" (insieme ad una Airone e a un motocarro Ercole) compirono il Raid Milano-Oslo della Freccia Rossa della Bontà, impresa benefica organizzata da Don Carlo Gnocchi e Don Andrea Ghetti e portata a termine da rover-scout lombardi in occasione del 4° World Rover Moot a Skjåk, Norvegia. I "Guzzini" utilizzati per la spedizione avevano sospensioni irrigidite e raggi più spessi per affrontare meglio il lungo viaggio e un portapacchi aggiuntivo per il bagaglio dei conducenti.
Nel biennio 1951-1952, a causa di una scarsità di cromo sul mercato mondiale, alcuni particolari precedentemente cromati furono bruniti, anche per ridurre il prezzo della moto. Il processo di contenimento dei costi proseguì nel 1953, quando furono attuate diverse modifiche (nuovi il carburatore, le leve al manubrio, la forcella, il clacson, il cilindro ora in ghisa e altri particolari) al fine di ridurre il prezzo e fronteggiare la concorrenza.
La produzione del "Guzzino" cessò nel 1954, dopo 71.534 esemplari costruiti, anno in cui fu sostituito dal Cardellino, da esso strettamente derivato.

## Le competizioni e i record
Il "Guzzino" fu impiegato in svariate competizioni, sia in Italia che all'estero. Tra le vittorie più importanti vanno segnalate quelle ottenute nella classe 75 cm³ da Alberto Cesari e Enzo Rippa alla Milano-Taranto 1950 e 1951, e il titolo di Campione Italiano Gimkana ottenuto da Erio Casadei nel 1953.
La Moto Guzzi impiegò il "Guzzino" anche in svariati tentativi di record. Il primo si svolse il 28 febbraio 1948 sulla strada Charrat-Saxon, in Svizzera, quando Raffaele Alberti ottenne i primati sul chilometro e sul miglio, sia da fermo che lanciato per la classe 75. Il 5 novembre di quello stesso anno, all'Autodromo di Monza, Alberti, Gianni Leoni e Bruno Ruffo conquistarono altri 19 primati mondiali per la stessa classe. Il 14 settembre 1950 Alberti, Leoni e Ruffo si presentarono sul Circuito di Montlhéry per una nuova seduta di record, questa volta con un siluriforme che del "Guzzino" manteneva ben poco (il motore, a cilindro orizzontale, sarà poi la base per quello dello Zigolo), migliorando o conquistando 24 record mondiali.

## Le derivazioni
Il "Guzzino" fu oggetto di svariate modifiche e adattamenti da parte di numerosi privati. Una delle trasformazioni più comuni era quella per trasportare un passeggero, ma vi furono anche accoppiamenti con un sidecar, trasformazioni in motofurgoncino o impieghi del motore come motozappa o mola da arrotino.
Decisamente più originale fu una realizzazione creata da Rino Berton, pilota di discreto livello tra gli anni quaranta e cinquanta e concessionario Guzzi per Thiene, che si presentò al raduno di Mandello 1949 con una biga trainata da tre Guzzini resi solidali l'uno con l'altro.
Tra le altre trasformazioni degne di nota si ricordano la "Guzzina", con telaio aperto, destinato all'impiego per un pubblico femminile, e quella proposta dalla ditta Fagnani di Bergamo, che nel 1953 commercializzò un kit per trasformare il motore del "Guzzino" da 2 a 4 tempi.

## Curiosità
- La Moto Guzzi, il 5 giugno 1949, indisse un raduno dei "Guzzini" che rimase memorabile. Confluirono a Mandello del Lario quasi 15.000 persone, a bordo di 12.660 esemplari del "Guzzino". Tra i partecipanti anche Gino Magnani, fondatore di Motociclismo e Giovannino Guareschi. Il 5 Giugno del 2016, esattamente 70 anni, a Torino si è tenuta la seconda edizione dello stesso raduno.[2]